# Daphnis jamdenae
Daphnis jamdenae är en fjärilsart som beskrevs av Debauche 1934. Daphnis jamdenae ingår i släktet Daphnis och familjen svärmare. Inga underarter finns listade i Catalogue of Life.